# Ewen Jehuda
Ewen Jehuda (hebr.: אבן יהודה) – samorząd lokalny położony w Dystrykcie Centralnym, w Izraelu.
Leży na równinie Szaron, w otoczeniu miasta Netanja, miasteczek Coran-Kadima i Tel Mond, moszawów Kefar Netter, Cur Mosze, Bene Deror, Cherut i Bet Jehoszua, oraz kibucu Tel Jicchak.

## Historia
Osada została założona w grudniu 1932 przez członków żydowskiej organizacji Bnei Beniamin i korporacji „Notea”, która ufundowała zasadzenie plantacji drzew cytrusowych. Początkowo nazwano ją Yehudia, na cześć Eliezera ben Jehudy, twórcy współczesnego języka hebrajskiego. Jednak okazało się, że tak samo nazywa się arabska wioska, dlatego zmieniono nazwę osady na Ewen Jehuda.
W 1947 Ewen Jehuda otrzymała status samorządu lokalnego. Włączono wówczas do miasteczka dwie pobliskie osady rolnicze Be’er Ganim i Tel-Zur (obydwie założone w 1932).

## Demografia
Zgodnie z danymi Izraelskiego Centrum Danych Statystycznych w 2008 roku w mieście żyło 10,2 tys. mieszkańców, wszyscy Żydzi.
Populacja miasta pod względem wieku:
| Wiek (w latach) | Procent populacji w % |
| --------------- | --------------------- |
| 0-4             | 8,0%                  |
| 5-9             | 8,0%                  |
| 10-14           | 9,3%                  |
| 15-19           | 10,2%                 |
| 20-29           | 14,6%                 |
| 30-44           | 18,7%                 |
| 45-59           | 19,3%                 |
| ponad 60        | 11,9%                 |

Źródło danych: Central Bureau of Statistics.

## Edukacja
Znajdują się tutaj szkoły: Bachar i Szabbazi. W 2007 uruchomiono w mieście Amerykańską Szkołę Międzynarodową (ang. The American International School).
Jest tutaj religijne centrum edukacyjne Chabad of Even Yehuda.

## Sport
Wśród licznych obiektów sportowych znajdują się tutaj korty tenisowe, basen pływacki.

## Gospodarka
Gospodarka miejscowości opiera się na rolnictwie i sadownictwie. W północnej części miasteczka znajduje się strefa przemysłowa. Wielu mieszkańców dojeżdża do zakładów przemysłowych położonych w pobliskich miastach.

## Komunikacja
Wzdłuż wschodniej granicy miasteczka przebiega droga ekspresowa nr 4  (Erez–Kefar Rosz ha-Nikra). Wzdłuż południowej granicy przebiega droga nr 553 , którą jadąc na zachód dojeżdża się do kibucu Tel Jicchak, lub na wschód do moszawu Bene Deror. W kierunku zachodnim prowadzi droga nr 5611 , którą dojeżdża się do miasta Netanja. Lokalną drogą prowadzącą na wschód można dojechać do miasteczka Coran-Kadima.